# Xanthomyrtus grandiflora
Xanthomyrtus grandiflora är en myrtenväxtart som beskrevs av Andrew John Scott. Xanthomyrtus grandiflora ingår i släktet Xanthomyrtus och familjen myrtenväxter. Inga underarter finns listade i Catalogue of Life.